# Бетті Петтерссон
Бетті Марія Кароліна Петтерссон (швед. Betty Maria Carolina Pettersson; 14 вересня 1838, Вісбю — 7 лютого 1885, Стокгольм) — шведська вчителька . У 1871 році стала першою офіційною студенткою університету в Швеції. Також була першою студенткою Уппсальського університету, першою жінкою в Швеції, яка закінчила університет, і першою жінкою, яка працювала вчителькою у гімназії.

## Життєпис

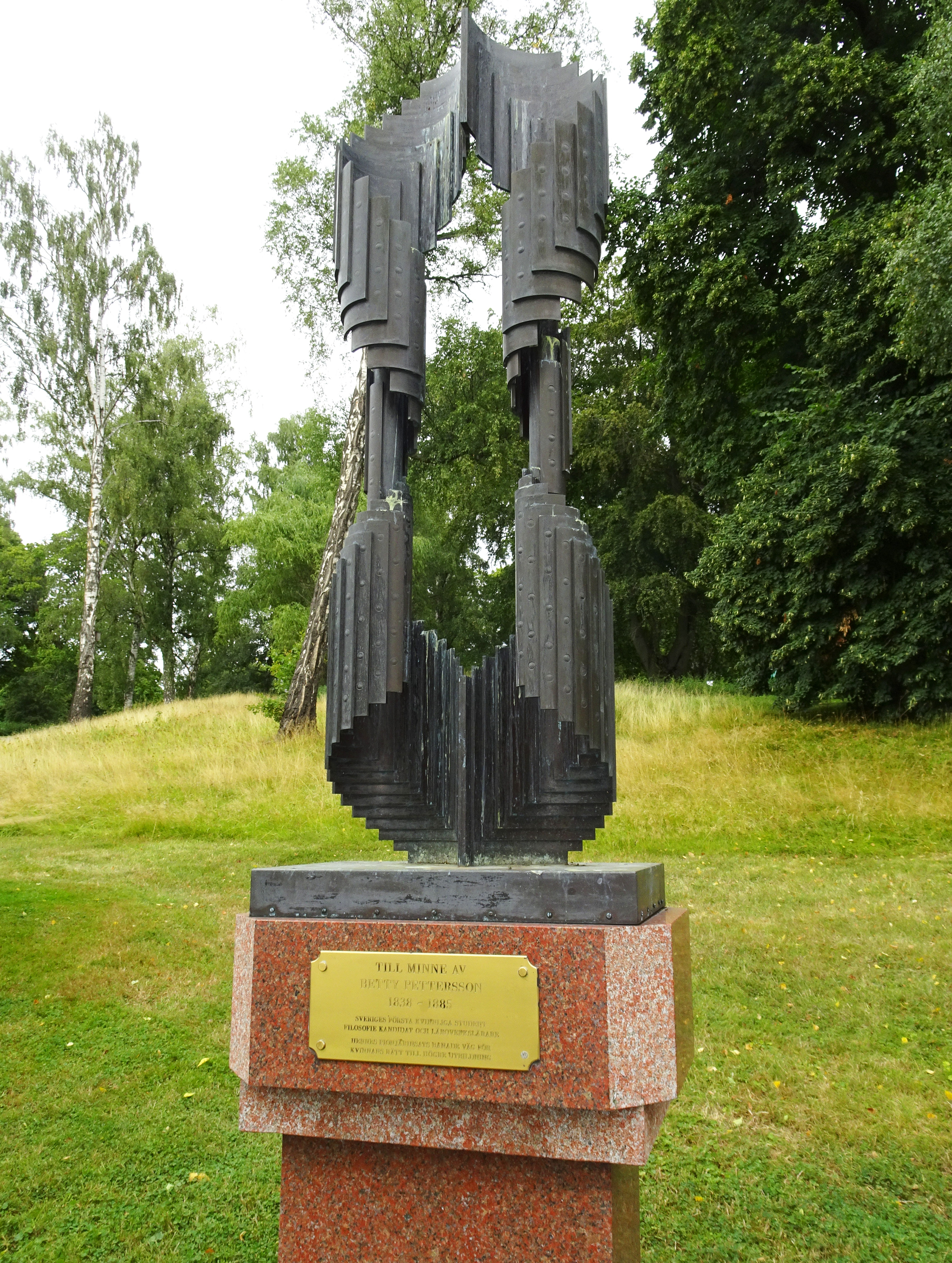
«Пам'яті Бетті Петтерссон», Північний цвинтар, 2022

Бетті Петтерссон народилася 1838 року в родині виробника сідел Улофа Петтерссона та Магдалени Софії Кароліни Кульберг у Вісбю. Батьки, знаючи, що їх родина не заможна, виявивши, що донька талановита учениця, їй дали можливість навчатися в приватній школі для дівчат у Вісбю, куди зазвичай приймали лише учениць із заможних сімей. Ставши дорослою, Бетті працювала гувернанткою в кількох різних дворянських родинах, починаючи з 1850-х років.
Реформою 1870 року жінки отримали право навчатися в університетах. Петтерссон була прийнята до складу студентів того ж року, хоча вона не почала навчання з першої спроби. Вона закінчила Nya elementarskolan у Стокгольмі 16 травня 1871 року першою серед представників своєї статі. Оскільки цей заклад освіти був призначений лише для чоловіків, а гімназія (школа) ще не була доступна для жінок (лише у 1874 році Wallinska skolan (першій жіночій школі) було надано право проводити іспит для учнів), вона була змушена навчатися приватно для роботи у початковій школі (Nya elemantarskolan). Її також першою прийняли й до Упсальського університету 27 лютого 1872 року. Нарешті вона стала першою в історії, хто закінчив заклад вищої освіти у Швеції 28 січня 1875 року. Багато однокурсників-чоловіків зустріли її з великою неприязню.
Після закінчення закладу освіти вона працювала вчителькою у гімназії (школі) для хлопчиків, Ladugårdslands lägre elementarläroverk, з 1877 по 1884 рік. Вона знову стала перша вчителькою-жінкою в гімназії (школі) . Як особистість її характеризували як сумлінну, популярну серед учнів, умілого педагога. Як вчителя, її описували: «Цьому своєму покликанню вона віддала всю свою душу; більше того, вона мала здатність, у дуже високій мірі, завоювати довіру та прихильність своїх учнів і через це вона позитивно впливала на їхню поведінку; її клас завжди відзначався хорошим порядком і поведінкою».
Бетті Петтерссон померла на 47-му році життя від туберкульозу в лютому 1885 року.

## Спадщина
Бетті була членом нації Готланд, і товариство відкрило паб на своїй території під назвою «Беттіс» на її честь.